# Wei Yongli
Wei Yongli (chinesisch 韋 永麗 / 韦 永丽, Pinyin Wéi Yǒnglì; * 11. Oktober 1991 in Bose) ist eine chinesische Leichtathletin, die sich auf den Sprint spezialisiert hat. Mit fünf Goldmedaillen bei Asienmeisterschaften sowie drei Goldmedaillen bei Asienspielen zählt sie zu den erfolgreichsten chinesischen Sprinterinnen aller Zeiten.

## Sportliche Laufbahn
Erste internationale Erfahrungen sammelte Wei Yongli bei den Asienmeisterschaften in Kōbe, bei denen sie in 11,70 s die Silbermedaille im 100-Meter-Lauf hinter der Usbekin Goʻzal Xubbiyeva gewann. Auch mit der chinesischen 4-mal-100-Meter-Staffel gewann sie Silber hinter der Mannschaft aus Japan. Mit der Staffel nahm sie im September an den Weltmeisterschaften in Daegu teil und wurde dort im Vorlauf disqualifiziert. Im Jahr darauf siegte sie über 60 Meter bei den Hallenasienmeisterschaften in Hangzhou und erreichte bei den Hallenweltmeisterschaften in Istanbul das Halbfinale. Über 100 Meter qualifizierte sie sich für die Olympischen Spiele in London, bei denen sie mit 11,48 s im Vorlauf ausschied. 2013 siegte sie bei den Asienmeisterschaften in Pune in 11,29 s über 100 Meter und mit der 4-mal-100-Meter-Stafette, kam aber bei den Weltmeisterschaften in Moskau mit der chinesischen Stafette nicht über den Vorlauf hinaus. Bei den Ostasienspielen in Tianjin gelang ihr ein Dreifachsieg über 100 und 200 Meter sowie mit der 4-mal-100-Meter-Staffel.
2014 gelangte sie bei den Hallenweltmeisterschaften in Sopot über 60 Meter bis in das Halbfinale. Bei den Asienspielen im südkoreanischen Incheon holte sie Gold über 100 Meter und in der 4-mal-100-Meter-Staffel sowie Silber über 200 Meter. 2015 folgte der Gewinn einer Goldmedaille mit der Staffel sowie der Bronzemedaille über 100 Meter bei den Asienmeisterschaften in Wuhan. Damit qualifizierte sie sich für die Weltmeisterschaften in Peking, bei denen sie über 100 Meter mit 11,27 s im Halbfinale ausschied. Mit der Staffel schied sie in 43,18 s im Vorlauf aus. 2016 nahm sie ein weiteres Mal an den Hallenweltmeisterschaften in Portland teil und schied dort mit 7,26 s im Halbfinale aus. Sie nahm auch erneut an den Olympischen Spielen in Rio de Janeiro teil und schied über 100 Meter in 11,48 s im Vorlauf aus. Auch mit der Staffel reichte eine Zeit von 42,70 s nicht für den Finaleinzug.
Bei den IAAF World Relays 2017 auf den Bahamas gewann die chinesische Mannschaft die Bronzemedaille mit der 4-mal-100-Meter-Staffel. Mit der 4-mal-200-Meter-Staffel belegte sie den achten Platz. Im August nahm sie über 100 Meter an den Weltmeisterschaften in London teil und schied dort mit 11,37 s in der ersten Runde aus. Mit der Staffel wurde sie im Vorlauf disqualifiziert. Bei den Hallenweltmeisterschaften in Birmingham schied sie über 60 Meter in der Vorrunde aus. Ende August nahm sie erneut an den Asienspielen in Jakarta teil und gewann dort über 100 und 200 Meter jeweils die Bronzemedaille sowie mit 42,84 s die Silbermedaille mit der 4-mal-100-Meter-Staffel hinter der Mannschaft aus Bahrain. Im Jahr darauf siegte sie bei den Asienmeisterschaften in Doha mit neuem Meisterschaftsrekord von 42,87 s mit der Staffel und gewann in 11,37 s die Bronzemedaille über 100 Meter hinter der Kasachin Olga Safronowa und ihrer Landsfrau Liang Xiaojing. Sie qualifizierte sich auch für die Weltmeisterschaften ebendort im September, bei denen sie über 100 Meter mit 11,28 s im Halbfinale ausschied. Zudem gelangte sie in der Staffel bis in das Finale, wurde dort aber disqualifiziert. Zuvor gelangte sie bei den World Relays in Yokohama in der 4-mal-200-Meter-Staffel in 1:32,76 min auf den zweiten Platz hinter Frankreich und in der 4-mal-100-Meter-Staffel wurde sie im Vorlauf disqualifiziert. 2021 startete sie zum dritten Mal bei den Olympischen Spielen in Tokio und schied dort mit 11,48 s im Vorlauf aus. Zudem belegte sie mit der Staffel in 42,71 s im Finale den sechsten Platz.
2022 startete sie mit der Staffel bei den Weltmeisterschaften in Eugene und verpasste dort mit 42,93 s den Finaleinzug. Im Jahr darauf siegte sie mit der Staffel in 43,35 s gemeinsam mit Liang Xiaojing, Yuan Qiqi und Ge Manqi bei den Asienmeisterschaften in Bangkok. Ende September belegte sie bei den Asienspielen in Hangzhou in 11,40 s den fünften Platz über 100 Meter und siegte mit der Staffel in 43,39 s gemeinsam mit Liang Xiaojing, Yuan Qiqi und Ge Manqi.
In den Jahren 2012, 2015 und 2023 wurde Wei Chinesische Meisterin im 100-Meter-Lauf sowie 2012 und 2015 auch über 200 Meter und 2012 auch mit der 4-mal-100-Meter-Staffel. In der Halle gewann sie 2011 die Titel über 60 und 200 Meter. Sie absolvierte ein Lehramtsstudium für Sport an der Guangxi Normal University.

## Persönliche Bestzeiten
- 100 Meter: 10,99 s (+1,2 m/s), 1. Juli 2018 in La Chaux-de-Fonds
- 60 Meter (Halle): 7,17 s, 28. Februar 2016 in Nanjing
- 200 Meter: 22,97 s (+1,6 m/s), 22. Juni 2018 in Madrid
  - 200 Meter (Halle): 23,61 s, 22. März 2014 in Peking